# Aaron Stanford
Aaron Stanford (27 december 1976) is een Amerikaans acteur. Hij speelde in diverse films en series, waaronder X-Men: The Last Stand, 12 Monkeys en Fear the Walking Dead.

## Biografie
Stanford speelde in zijn eerste film in 2002. Hij had toen de hoofdrol in de romantische komedie Tadpole. Door een groter publiek bekeken zijn de films X2 (2003) en X-Men: The Last Stand (2006), waarin hij de mutant Pyro speelt. Stanford kreeg later onder meer een hoofdrol in de remake horrorfilm The Hills Have Eyes.
Stanford speelde als Will Traveler een van de sleutelpersonages in drama-thrillerserie Traveler, maar deze werd na acht afleveringen stopgezet. 
Van 2010 tot en met 2013 was Stanford te zien in de serie Nikita waar hij de rol van Seymour Birkhoff vertolkte.
Stanford was van 2015 tot en met 2018 te zien als James Cole in de serie 12 Monkeys.

## Filmografie

### Film
- 2002: Tadpole, als Oscar Grubman
- 2002: Hollywood Ending, als acteur
- 2002: 25th Hour, als Marcuse
- 2003: X2, als John Allerdyce / Pyro
- 2003: Rick, als Duke
- 2004: Winter Solstice, als Gabe Winters
- 2004: Spartan, als Michael Blake
- 2005: Runaway, als Michael Adler
- 2005: Standing Still, als Rich
- 2006: The Hills Have Eyes, als Doug Bukowski
- 2006: Live Free or Die, als John "Rugged" Rudgate
- 2006: X-Men: The Last Stand, als John Allerdyce / Pyro
- 2007: Flakes, als Neal Drowns
- 2007: The Cake Eaters, als Dwight "Beagle" Kimbrough
- 2008: Holy Money, als Anthony
- 2008: How I Got Lost, als Andrew Peterson
- 2016: We've Forgotten More Than We Ever Knew, als de man
- 2017: Furthest Witness, als Kyle Braddock
- 2017: Clinical, als Miles Richardson
- 2020: Horse Girl, als Hades
- 2024: Deadpool & Wolverine, als John Allerdyce / Pyro

### Televisie
- 2001-2002: Third Watch, als Sergei
- 2007: Traveler, als Will Traveler
- 2007: Numb3rs, als Brett Chandler
- 2009: Law & Order: Criminal Intent, als Josh Snow
- 2009: Mad Men, als Horace Cook Jr.
- 2009: Fear Itself, als Stephen
- 2010-2013: Nikita, als Seymour Birkhoff / Lionel Peller
- 2015-2018: 12 Monkeys, als James Cole
- 2016: Comedy Bang! Bang!, als Tom Holtby / Johnny Appleseed
- 2018: Fear the Walking Dead, als Jim Brauer
- 2020: Perry Mason, als George Gannon
- 2022: Westworld, als Peter Myers

## Trivia
- Hij werd in 2003 genomineerd voor een Golden Satellite Award voor zijn rol in Tadpole.